# Über den Wolken
Über den Wolken ist ein Lied von Reinhard Mey. Es stammt aus dem Jahr 1974 und wurde erstmals auf der Langspielplatte Wie vor Jahr und Tag sowie als B-Seite der Single Mann aus Alemannia veröffentlicht. Die erste Live-Version (nur mit Gitarrenbegleitung) erschien ebenfalls 1974 auf der Doppel-LP 20 Uhr, aufgenommen in der Philharmonie Berlin. Mey veröffentlichte zudem mit Au-dessus des nuages (1974) eine französische und mit Boven de wolken (1976, Text: Mark) eine niederländische Version des Lieds. Im deutschsprachigen Raum ist Über den Wolken eines der bekanntesten Lieder Meys und die Zeile aus dem Refrain „Über den Wolken muss die Freiheit wohl grenzenlos sein“ ist zum geflügelten Wort geworden.

## Inhalt
Das Lied beschreibt die Wahrnehmung und Gedanken eines Protagonisten, der auf einem Flugplatz einem Flugzeug beim Abheben zusieht und gerne mitgeflogen wäre. Es wurde inspiriert von Meys Beobachtungen am Flugplatz Wilhelmshaven-Mariensiel, an dem er seine Fluglizenz erwarb.
Der Refrain, dessen erste Zeilen zum geflügelten Wort wurden, lautet:
Über den Wolken
Muss die Freiheit wohl grenzenlos sein
Alle Ängste, alle Sorgen
Sagt man
Blieben darunter verborgen
Und dann
Würde was uns groß und wichtig erscheint
Plötzlich nichtig und klein
Der Refrain der französischen Version lautet:
Au dessus des nuages
La liberté semble être infinie.
Toutes nos craintes et nos peines, dit-on,
En sont ensevelies sous l‘horizon,
Et tout ce qui nous accable et confond,
S‘y allège et s‘éclaircit.

## Entstehungsgeschichte
Mey war seit seiner Jugend am Fliegen interessiert und erfüllte sich mit dem Erwerb der Pilotenlizenz einen Kindheitstraum. Da zur Zeit des Kalten Krieges eine Flugausbildung für ihn im geteilten Berlin nicht möglich war, absolvierte er sie 1973 am Flugplatz Wilhelmshaven-Mariensiel, nachdem er auf einer Konzertreise einen Piloten von dort kennengelernt hatte. Während der Ausbildungszeit wohnte Mey auch am Flugplatz und seine täglichen Eindrücke und Beobachtungen verarbeitete er in seinem Lied.
Bei einem Live-Auftritt 1974 in der Philharmonie in Berlin widmete Mey das Lied den Anwohnern des Berliner Flughafens Tempelhof und anderen Menschen, die in der Nähe eines Flughafens wohnen und darunter leiden.

## Rezeption
Für den Regisseur Christian Petzold ist es „das einzige gute deutsche Volkslied“. Es erzähle, „dass wir Deutschen nur über den Wolken frei atmen können, nicht auf Erden, nicht auf dem ‚nassen Asphalt‘ dieses Songs“.
Hilmar Klute beschrieb das Lied in einem Artikel zum 70. Geburtstag Meys in der Süddeutschen Zeitung als eine „klug und poetisch gezeichnete Miniatur, in der das Große sich im Kleinen spiegelt und die machtvollen Worte Freiheit, Angst und Sorge auf federleichte Weise zu ihrem Recht kommen“.

„Allein für das Reimpaar Jacke/Luftaufsichtsbaracke müsste man ihm den Hölderlin-Preis geben.“

Gabrielle Werth meint im Rolling Stone, dass Meys wohlgesetzte Worte selbst Wortgetüme wie Luftaufsichtsbaracke fluffig leicht erscheinen lassen. Bei der Beschreibung seiner Flughafenbeobachtungen schwinge zudem das Überwinden von Ängsten und Sorgen mit sowie die Sehnsucht nach der „Leichtigkeit des Seins“.
Holger Gertz bezeichnete in einem Artikel in der Süddeutsche Zeitung Über den Wolken als ein Volkslied im allerbesten Sinne und meint, Mey habe mit diesem Sehnsuchtslied gegen die Alltagsängste der inneren Schönheit der deutschen Sprache ein Denkmal gesetzt.
In der DDR, in der Mey lange Zeit nicht auftreten konnte, wurde das Lied aufgrund seiner Refrainzeile sehr stark mit dem Freiheitsgedanken assoziiert und war einer der Gründe, aus denen die DDR-Führung Mey nicht auftreten ließ. Als Mey 1989 schließlich doch die Gelegenheit bekam, in der DDR-Sendung Showkolade in Dresden aufzutreten, wurde ihm zunächst noch untersagt, bei seinem Auftritt Über den Wolken zu singen. Da es jedoch noch vor seinem Auftritt zum Fall der Mauer kam, konnte er das Lied letztlich doch spielen.
Die in der DDR aufgewachsene Schauspielerin Katrin Sass stellte 2013 im Deutschlandfunk Über den Wolken als ihren Klassiker vor und äußerte sich dabei wie folgt:

„Klassiker sage ich einfach dazu, weil das mich schon über Jahrzehnte begleitet. Ich konnte es ja auch im Osten hören. Und im Osten war es ein ganz starkes Gefühl von Freiheit. […] Also, wenn Reinhard Mey dieses Lied sang, das gab’s ja nicht in unseren Sendern. Das habe ich dann im Deutschlandradio oder so gehört, ich hatte dann immer ein Gefühl von Freiheit, egal, wo man landet, es ist immer die Freiheit. Also, wegzufliegen.“

Bei der Wahl der 100 besten Lieder des Jahrhunderts im ZDF im Rahmen der Sendung Unsere Besten – Jahrhunderthits im Jahr 2005 erreichte Über den Wolken den 4. Platz.
Anlässlich des 80. Geburtstags von Mey zeigte der RBB in seiner Sendereihe 30 Favoriten eine Folge zu den 30 schönsten Liedern von Mey, die von einer zehnköpfigen Jury ausgewählt und in einer Rangliste zusammengestellt worden waren. Über den Wolken landete dabei auf dem ersten Platz, gefolgt von Gute Nacht, Freunde. Zudem belegte eine zweisprachige niederländisch-französische Version des Liedes den 29. Platz.

## Coverversionen  und Adaptionen
Von Mey selbst stammt die französische Adaptation Au-dessus des nuages sowie die niederländische Version Boven de wolken, deren Text er übersetzen ließ. Die französische Version wurde 1974, im selben Jahr wie die deutsche, auf dem Album Frédérik Mey Volume 3 veröffentlicht. Die erste französische Live-Version erschien 1976 auf dem Live-Album Recital Frédérik Mey à l’Olympia und ist auch auf dem deutschen Live-Album Unterwegs (1978) enthalten. Mey schrieb für seine Bunte-Hund-Tournee 2008 den Refrain des Liedes etwas um und verwendete ihn für das zur Tournee neu geschriebene Lied Männer im Baumarkt.
2013 trat Mey in der Sesamstraße auf und sang Über den Wolken mit Ernie und Bert. Dazu wurde der Text umgedichtet; laut Mey eine der wenigen Versionen, über die er sich gefreut und die er sehr genossen hat.
Im Laufe der Jahre sind zahlreiche Coverversionen entstanden, unter anderem eine Schlagerversion von Dieter Thomas Kuhn aus dem Jahr 1994 und eine Version von Xavier Naidoo aus dem Jahr 2002. Parodien sind Unter den Wolken von Otto Waalkes und Unter den Bäumen von der Band Erste Allgemeine Verunsicherung auf dem Album Frauenluder (2003). Von Texas Lightning gibt es die englische Version Over the Mountains aus dem Jahr 2005. Die Toten Hosen griffen 2017 in ihrem gesellschaftskritischen Song Unter den Wolken textliche Motive des Liedes auf. In der fünften Tatortreiniger-Folge Über den Wolken sang Bjarne Mädel das Lied mit abgeändertem Text.
Die Band Dorfrocker verwendete eine umgedichtete Version mit dem Titel „Klimakleber über den Wolken“, um Kritik an den Umweltaktivisten der Letzten Generation zu üben. Mey empfand dies als Hetze gegenüber den Aktivisten und ging zunächst juristisch mit einer Unterlassungserklärung gegen die Verbreitung des Liedes vor. Allerdings wurde der Streit nur wenig später nach einem persönlichen Gespräch einvernehmlich beigelegt. Die Dorfrocker entfernten das Lied wieder aus ihren Social-Media-Kanälen und Mey verzichtete auf die Unterlassungserklärung.